# Hendrik Habraken
Hendrik Habraken (Woensel, 23 april 1730 - aldaar, 3 november 1810) is een voormalig burgemeester van de Nederlandse stad Eindhoven. Habraken werd geboren als zoon van Joannes Petrus Haebraecken en Maria Henricus de Haes. Hij was koopman en burgemeester van Eindhoven in 1788 en 1789. Zijn zoon Henricus Habraken werd ook burgemeester.
Hij trouwde 1e te Woensel op 9 augustus 1760 met Maria de Greef, weduwe van Johannes van Dijk , dochter van Joannes de Greef en Maria Willems, gedoopt te Woensel op 9 februari 1733, overleden in Eindhoven op 14 augustus 1776. 
Hij trouwde 2e te Woensel op 2 november 1777  met Catharina Hurks , dochter van Gerardus Heurx en Guilielma Brants, gedoopt te Woensel op 14-05-1749, overleden in Woensel op 20 maart 1832. 